# Down town
Down town er en dansk kortfilm fra 1995 med instruktion og manuskript af Christian Friedländer og Kirsten Thomsen.

## Handling
To Hong Kong-journalister besøger København 18. november 1995. For at komme fra deres taxa til deres hotel, bliver de to nødt til at krydse Rådhuspladsen, der er under ombygning. Undervejs over pladsen får de sig en grundig snak på kinesisk og et par danske pølser ved pølsevognene. Den kinesiske samtale er ikke oversat.